# Joe Flynn
Joseph Flynn (* 8. November 1924 in Youngstown, Ohio; † 19. Juli 1974 in Beverly Hills, Kalifornien) war ein US-amerikanischer Schauspieler und Komiker. International bekannt wurde er durch eine Reihe von Disney-Filmkomödien ab Ende der 1960er Jahre, vor allem mit seiner Darstellung des vertrottelten Dekans Eugene Higgins.

## Leben
Joseph Flynn wurde als Sohn eines prominenten Arztes in Youngstown (Ohio) geboren, einer Stadt unweit der Grenze zu Pennsylvania. Nach dem High-School-Abschluss studierte er an der Northwestern University. Im Zweiten Weltkrieg diente er drei Jahre lang im Army Medical Corps und betätigte sich als Mitglied der Gruppe „Hank’s Yank’s“ auch als Truppenunterhalter: Als Bauchredner blödelte er dabei mit einer Puppe namens MacGreggor herum.
Flynns Ziel war es, Schauspieler zu werden. Sein Interesse am Theater war schon vor dem Krieg in Ohio erwacht. Dort hatte er sich früh als Radiomoderator und Bauchredner einen Namen gemacht. Nach dem Krieg und dem Abschluss seines Studiums ging er nach Kalifornien, wo er 1948 sein Hollywood-Debüt in einer unerwähnten Nebenrolle in der Filmbiografie The Babe Ruth Story gab. Im Lauf seiner Karriere wirkte er noch in rund 30 weiteren Kinofilmen mit.
Zur Kultfigur wurde er dabei vor allem in einer Reihe von Disney-Komödien, in denen er mit seiner Darstellung vertrottelter Autoritätsfiguren – eine seiner Spezialitäten – die Lacher auf seiner Seite hatte. Seinen ersten Auftritt in einem Disney-Film hatte er – noch ungenannt – als TV-Werbespot-Ansager in Der Pauker kann’s nicht lassen (Son of Flubber, 1963). Insgesamt war er in elf Disney-Produktionen, davon zwei Fernsehfilmen, zu sehen oder zu hören. In fünf davon spielte er an der Seite von Kurt Russell, darunter allein drei Mal den Eugene Higgins, den idiotischen Dekan des finanziell gebeutelten Medfield College, in den Anti-Establishment-Komödien des Studios: Superhirn in Tennisschuhen (The Computer Wore Tennis Shoes, 1969), Es kracht – es zischt – zu seh’n ist nischt (Now You See Him, Now You Don’t, 1972) und Der Retorten-Goliath (The Strongest Man in the World, 1975). Flynn lieh aber auch der Disney-Zeichentrick-Figur Mr. Snoops in Bernard und Bianca – Die Mäusepolizei (The Rescuers, 1977) seine Stimme.
Sein eigentliches Betätigungsfeld wurde jedoch das Fernsehen, wo er in zahlreichen Serien mitspielte. Nach seinen ersten beiden Kinofilmen spielte er jedoch zunächst jahrelang kleine Nebenrollen bei Film und Fernsehen, zumeist ohne in den Credits genannt zu werden. Bekannter machte ihn erst die The George Gobel Show, in der er 1958 und 1959 mitspielte. 1961 gehörte er als Frank zur Stammbesetzung der ersten Staffel der The Joey Bishop Show, verließ diese aber bald wieder – angeblich, weil er Bishop zu viele Pointen geklaut hatte. Von 1962 bis 1966 spielte er dann den jähzornigen Captain Wallace Burton „Leadbottom“ Binghamton in der enorm erfolgreichen TV-Comedy-Serie McHale’s Navy an der Seite von Ernest Borgnine und Tim Conway und zwei daraus entwickelten Kinofilmen. Diese Rolle stellte seinen eigentlichen Durchbruch im Showgeschäft dar und verhalf ihm letztlich auch zu den Rollen in den Disney-Filmen. Auch in der kurzlebigen The Tim Conway Show (1970) hatte Flynn eine Hauptrolle.
Anfang der 1970er Jahre war Joe Flynn dann treibende Kraft innerhalb der Screen Actors Guild, als es darum ging, eine gerechtere Beteiligung der Schauspieler an den Erlösen aus Wiederaufführungen speziell von TV-Produktionen zu erreichen.
Während seines ganzen Lebens hing Joe Flynn an seiner Heimatstadt. Häufig kehrte er nach Youngstown zurück, um die dort noch ansässige Familie zu besuchen. Kurz nachdem er seine Stimmaufnahmen für Bernard und Bianca – Die Mäusepolizei abgeschlossen hatte, wurde der 49-Jährige am 19. Juli 1974 von Familienangehörigen tot im Swimmingpool seines Hauses in Beverly Hills gefunden. Er war trotz eines gebrochenen Beines mit seinem Gipsverband ins Wasser gestiegen, hatte darin dann einen Herzanfall erlitten und war ertrunken, als ihn der mit Wasser vollgesogene Gipsverband in die Tiefe zog. Joe Flynn liegt auf dem Holy Cross Cemetery in Culver City (Sektion B, L320, #10) begraben.

## Filmografie (Auswahl)

### Kinofilme
- 1948: The Babe Ruth Story
- 1954: The Big Chase
- 1955: Komödiantenkinder (The Seven Little Foys)
- 1956: An einem Tag wie jeder andere (The Desperate Hours)
- 1958: Männer über vierzig (This Happy Feeling)
- 1961: The Police Dog Story
- 1961: Der Held der Etappe (The Last Time I Saw Archie)
- 1961: Ein Pyjama für zwei (Lover Come Back)
- 1964: Unternehmen Pferdeschwanz (McHale’s Navy)
- 1965: McHale’s Navy Joins the Air Force
- 1967: Scheidung auf Amerikanisch (Divorce American Style)
- 1968: Ein toller Käfer (The Love Bug)
- 1968: Did You Hear the One About the Traveling Saleslady?
- 1969: Superhirn in Tennisschuhen (The Computer Wore Tennis Shoes)
- 1971: How to Frame a Figg
- 1971: Der barfüßige Generaldirektor (The Barefoot Executive)
- 1971: Die Millionen-Dollar-Ente (The Million Dollar Duck)
- 1972: Es kracht – es zischt – zu seh’n ist nischt (Now You See Him, Now You Don’t)
- 1973: Irrsinn der Gewalt (Camper John/Gentle Savage)
- 1973: The Toy Game
- 1973: Superdad – Papa ist der Größte (Superdad)
- 1975: Der Retorten-Goliath (The Strongest Man in the World)
- 1977: Bernard und Bianca – Die Mäusepolizei (The Rescuers)

### Fernsehauftritte
- 1958–1959: The George Gobel Show (Fernsehserie)
- 1961–1962: The Joey Bishop Show (Fernsehserie)
- 1962–1966: McHale’s Navy (Fernsehserie)
- 1966: Batman (Batman) (Fernsehserie, zwei Folgen)
- 1969: Ein dicker Hund (My Dog, the Thief) (TV-Film)
- 1970: Wacky Zoo of Morgan City (TV-Film)
- 1970: The Tim Conway Show (Fernsehserie)
- 1971: Alias Smith und Jones (Alias Smith and Jones) (Fernsehserie, eine Folge)
- 1973: The Tonight Show Starring Johnny Carson (mehrere Folgen)